# Hey (Waylon)
Hey is een single van de Nederlandse popzanger Waylon. Het is de tweede single van zijn debuutalbum, Wicked Ways (2009), en werd in januari 2010 uitgebracht.

## Tracklist
| Nr. | Titel             | Duur  |
| --- | ----------------- | ----- |
| 1.  | Hey               | 04:33 |
| 2.  | Don't Go Changing |       |

## Hitnotering

### NederlandseSingle Top 100
| Hitnotering: 02-01-2010 t/m 30-01-2010 Hitnotering: 10-04-2010 | Hitnotering: 02-01-2010 t/m 30-01-2010 Hitnotering: 10-04-2010 | Hitnotering: 02-01-2010 t/m 30-01-2010 Hitnotering: 10-04-2010 | Hitnotering: 02-01-2010 t/m 30-01-2010 Hitnotering: 10-04-2010 | Hitnotering: 02-01-2010 t/m 30-01-2010 Hitnotering: 10-04-2010 | Hitnotering: 02-01-2010 t/m 30-01-2010 Hitnotering: 10-04-2010 | Hitnotering: 02-01-2010 t/m 30-01-2010 Hitnotering: 10-04-2010 | Hitnotering: 02-01-2010 t/m 30-01-2010 Hitnotering: 10-04-2010 | Hitnotering: 02-01-2010 t/m 30-01-2010 Hitnotering: 10-04-2010 |
| Week:                                                          | 1                                                              | 2                                                              | 3                                                              | 4                                                              | 5                                                              |                                                                | 6                                                              |                                                                |
| -------------------------------------------------------------- | -------------------------------------------------------------- | -------------------------------------------------------------- | -------------------------------------------------------------- | -------------------------------------------------------------- | -------------------------------------------------------------- | -------------------------------------------------------------- | -------------------------------------------------------------- | -------------------------------------------------------------- |
| Positie:                                                       | 84                                                             | 75                                                             | 93                                                             | 43                                                             | 51                                                             | uit                                                            | 64                                                             | uit                                                            |